# Margareta Teodorescu
Margareta Teodorescu (Bucarest, 13 aprile 1932 – Bucarest, 22 gennaio 2013) è stata una scacchista rumena, che è stata insignita del titolo FIDE di Woman Grandmaster (WGM) nel 1985.

## Biografia
Nata a Bucarest, ha vinto il Campionato rumeno di scacchi nel 1959, 1968, 1969 e 1974 Teodorescu ha rappresentato la Romania al Women's Chess Olympiads nel 1957, 1963 e 1974, vincendo le medaglie d'argento e squadre sia nel 1957 che nel 1974.
È arrivata 15ª nel Torneo dei candidati (Sukhumi, 1964).
La sua classifica più alta nell'elenco del FIDE Top Women sembra essere 35-37 nella lista del luglio 1972 (Elo 2165).